# تپه گوور
تپه گوور مربوط به دوره ساسانیان - سده‌های اولیه و میانه دوران‌های تاریخی پس از اسلام است و در شهرستان ساوه، بخش نوبران، دهستان کوهپایه، روستای گوجه منار واقع شده و این اثر در تاریخ ۷ خرداد ۱۳۸۷ با شمارهٔ ثبت ۲۲۹۹۹ به‌عنوان یکی از آثار ملی ایران به ثبت رسیده است.